# Dacnis venusta
A Dacnis venusta a madarak osztályának verébalakúak (Passeriformes) rendjébe és a tangarafélék (Thraupidae) családjába tartozó faj.

## Rendszerezése
A fajt George Newbold Lawrence amerikai amatőr ornitológus írta le 1862-ben.

## Alfajai
- Dacnis venusta fuliginata Bangs, 1908
- Dacnis venusta venusta Lawrence, 1862[2]

## Előfordulása
Costa Rica, Panama, Kolumbia és Ecuador területén honos. Természetes élőhelyei a szubtrópusi és trópusi síkvidéki és hegyi esőerdők, valamint erősen leromlott egykori erdők és ültetvények. Állandó, nem vonuló faj.

## Megjelenése
Testhossza 12 centiméter, testtömege 15–17 gramm.

## Életmódja
Gyümölcsökkel, magvakkal és ízeltlábúakkal táplálkozik.

## Természetvédelmi helyzete
Az elterjedési területe nagyon nagy, egyedszáma pedig stabil. A Természetvédelmi Világszövetség Vörös listáján nem fenyegetett fajként szerepel.